# Convocazioni per il campionato sudamericano maschile under 20 di calcio 2023
Elenco dei giocatori convocati da ciascuna Nazionale partecipante al Campionato sudamericano di calcio Under-20 2023. Sono eleggibili i calciatori nati tra il 1º gennaio 2003 ed il 31 dicembre 2007.

## Gruppo A

### Colombia
Allenatore: Héctor Cárdenas
La squadra finale è stata annunciata il 4 gennaio 2023.
| N. | Pos. | Giocatore             | Data di nascita/Età         | Squadra                |
| -- | ---- | --------------------- | --------------------------- | ---------------------- |
| 1  | P    | Luis Marquinez        | 10 aprile 2003 (19 anni)    | Atlético Nacional      |
| 2  | D    | Daniel Pedrozo        | 19 marzo 2004 (18 anni)     | Real Cartagena         |
| 3  | D    | Édier Ocampo          | 3 ottobre 2003 (19 anni)    | Atlético Nacional      |
| 4  | D    | Fernando Álvarez      | 24 ottobre 2003 (19 anni)   | Pachuca                |
| 5  | D    | Kevin Mantilla        | 22 maggio 2003 (19 anni)    | Ind. Santa Fe          |
| 6  | C    | Jhon Vélez            | 25 luglio 2003 (19 anni)    | Barranquilla           |
| 7  | A    | Juanda Fuentes        | 19 maggio 2003 (19 anni)    | Barcellona Atlètic     |
| 8  | C    | Gustavo Puerta        | 23 luglio 2003 (19 anni)    | Bogotá                 |
| 9  | A    | Jhon Durán            | 13 dicembre 2004 (18 anni)  | Aston Villa            |
| 10 | C    | Alexis Manyoma        | 3 gennaio 2003 (20 anni)    | Cortuluá               |
| 11 | A    | Ricardo Caraballo     | 9 febbraio 2004 (18 anni)   | Barranquilla           |
| 12 | P    | Cristian Santander    | 20 agosto 2003 (19 anni)    | Barranquilla           |
| 13 | C    | Juan Castilla         | 27 luglio 2004 (18 anni)    | Houston Dynamo         |
| 14 | A    | Isaac Zuleta          | 10 agosto 2003 (19 anni)    | Getafe B               |
| 15 | D    | Juan Mina             | 27 luglio 2004 (18 anni)    | Deportivo Cali         |
| 16 | C    | Óscar Cortés          | 3 dicembre 2003 (19 anni)   | Millonarios            |
| 17 | C    | Andrés Salazar        | 15 gennaio 2003 (20 anni)   | Atlético Nacional      |
| 18 | C    | Johan Torres          | 7 settembre 2004 (18 anni)  | Ind. Santa Fe          |
| 19 | C    | Miguel Monsalve       | 27 febbraio 2004 (18 anni)  | Independiente Medellín |
| 20 | C    | Daniel Luna           | 7 maggio 2003 (19 anni)     | Deportivo Cali         |
| 21 | D    | Julián Palacios       | 7 agosto 2003 (19 anni)     | Envigado               |
| 22 | P    | Alexei Rojas          | 28 settembre 2005 (17 anni) | Arsenal                |
| 23 | A    | Jorge Cabezas Hurtado | 6 settembre 2003 (19 anni)  | Independiente Medellín |

### Argentina
Allenatore: Javier Mascherano
La squadra finale è stata annunciata il 6 gennaio 2023.
| N. | Pos. | Giocatore            | Data di nascita/Età         | Squadra            |
| -- | ---- | -------------------- | --------------------------- | ------------------ |
| 1  | P    | Federico Gomes Gerth | 5 marzo 2004 (18 anni)      | Tigre              |
| 2  | D    | Lautaro Di Lollo     | 10 marzo 2004 (18 anni)     | Boca Juniors       |
| 3  | D    | Julián Aude          | 24 marzo 2003 (19 anni)     | Lanús              |
| 4  | D    | Agustín Giay         | 16 gennaio 2004 (19 anni)   | San Lorenzo        |
| 5  | C    | Maxi González        | 4 maggio 2004 (18 anni)     | Lanús              |
| 6  | C    | Máximo Perrone       | 7 gennaio 2003 (20 anni)    | Vélez Sarsfield    |
| 7  | A    | Julián Fernández     | 30 gennaio 2004 (18 anni)   | Vélez Sarsfield    |
| 8  | C    | Gino Infantino       | 19 maggio 2003 (19 anni)    | Rosario Central    |
| 9  | A    | Alejo Véliz          | 19 settembre 2003 (19 anni) | Rosario Central    |
| 10 | C    | Facundo Buonanotte   | 23 dicembre 2004 (18 anni)  | Brighton           |
| 11 | A    | Brian Aguirre        | 6 gennaio 2003 (20 anni)    | Newell's Old Boys  |
| 12 | P    | Franco Herrera       | 19 settembre 2003 (19 anni) | Newell's Old Boys  |
| 13 | D    | Valentín Gómez       | 26 giugno 2003 (19 anni)    | Vélez Sarsfield    |
| 14 | D    | Nahuel Génez         | 18 giugno 2004 (18 anni)    | Boca Juniors       |
| 15 | C    | Axel Encinas         | 24 maggio 2004 (18 anni)    | River Plate        |
| 16 | D    | Brian Aguilar        | 13 aprile 2003 (19 anni)    | Lanús              |
| 17 | D    | Ulises Ciccioli      | 2 luglio 2003 (19 anni)     | Rosario Central    |
| 18 | D    | Francisco Marco      | 27 giugno 2003 (19 anni)    | Defensa y Justicia |
| 19 | A    | Nicolás Vallejo      | 3 gennaio 2004 (19 anni)    | Independiente      |
| 20 | C    | Nico Paz             | 8 settembre 2004 (18 anni)  | Real M. Castilla   |
| 21 | A    | Santiago Castro      | 18 settembre 2004 (18 anni) | Vélez Sarsfield    |
| 22 | A    | Ignacio Maestro Puch | 3 agosto 2003 (19 anni)     | Atl. Tucumán       |
| 23 | P    | Francisco Gómez      | 6 aprile 2004 (18 anni)     | Racing Club        |

### Brasile
Allenatore: Ramon Menezes
La squadra finale è stata annunciata l'8 dicembre 2022. Il 4 gennaio 2023 Lucas Beraldo, Matheus França, Victor Hugo, Endrick, Giovani, Marcos Leonardo, Ângelo Gabriel e Matheus Martins non essendo stati liberati dai club, sono stati rimpiazzati, costringendo la Federazione ad emettere una nuova lista di convocati. Michel è stato rimpiazzato da Jean Pedroso a causa di un infortunio il 12 gennaio 2023.
| N. | Pos. | Giocatore        | Data di nascita/Età        | Squadra          |
| -- | ---- | ---------------- | -------------------------- | ---------------- |
| 1  | P    | Mycael           | 12 marzo 2004 (18 anni)    | Athl. Paranaense |
| 2  | D    | Arthur           | 17 marzo 2003 (19 anni)    | América-MG       |
| 3  | D    | Douglas Mendes   | 13 giugno 2004 (18 anni)   | RB Bragantino    |
| 4  | D    | Robert Renan     | 11 ottobre 2003 (19 anni)  | Corinthians      |
| 5  | C    | Andrey Santos    | 3 maggio 2004 (18 anni)    | Vasco da Gama    |
| 6  | D    | Patryck Lanza    | 18 gennaio 2003 (20 anni)  | San Paolo        |
| 7  | A    | Stênio           | 5 aprile 2003 (19 anni)    | Cruzeiro         |
| 8  | C    | Marlon Gomes     | 14 dicembre 2003 (19 anni) | Vasco da Gama    |
| 9  | A    | Vitor Roque      | 28 febbraio 2005 (17 anni) | Athl. Paranaense |
| 10 | A    | Sávio            | 10 aprile 2004 (18 anni)   | PSV              |
| 11 | C    | Guilherme Biro   | 20 aprile 2004 (18 anni)   | Corinthians      |
| 12 | P    | Kaique           | 16 aprile 2003 (19 anni)   | Palmeiras        |
| 13 | D    | André Dhominique | 7 ottobre 2003 (19 anni)   | Bahia            |
| 14 | D    | Weverton         | 17 febbraio 2003 (19 anni) | Cruzeiro         |
| 15 | D    | Jean Pedroso     | 28 gennaio 2004 (18 anni)  | Coritiba         |
| 16 | D    | Kaiki Bruno      | 8 marzo 2003 (19 anni)     | Cruzeiro         |
| 17 | C    | Ronald           | 11 febbraio 2003 (19 anni) | Grêmio           |
| 18 | C    | Alexsander       | 8 ottobre 2003 (19 anni)   | Fluminense       |
| 19 | A    | Renan Viana      | 31 gennaio 2003 (19 anni)  | Athl. Paranaense |
| 20 | A    | Pedro            | 5 febbraio 2006 (16 anni)  | Corinthians      |
| 21 | A    | Luis Guilherme   | 9 febbraio 2006 (16 anni)  | Palmeiras        |
| 22 | P    | Kauã Santos      | 11 aprile 2003 (19 anni)   | Flamengo         |
| 23 | A    | Giovane          | 24 novembre 2003 (19 anni) | Corinthians      |

### Paraguay
Allenatore: Aldo Bobadilla
La squadra finale è stata annunciata il 5 gennaio 2023.
| N. | Pos. | Giocatore            | Data di nascita/Età         | Squadra            |
| -- | ---- | -------------------- | --------------------------- | ------------------ |
| 1  | P    | Ángel Ariel González | 4 febbraio 2003 (19 anni)   | Libertad           |
| 2  | D    | Alan Núñez           | 1º ottobre 2004 (18 anni)   | Cerro Porteño      |
| 3  | D    | Gilberto Flores      | 1º aprile 2003 (19 anni)    | Libertad           |
| 4  | D    | Alexis Cantero       | 5 febbraio 2003 (19 anni)   | Guaraní            |
| 5  | D    | Thiago Servín        | 5 giugno 2003 (19 anni)     | Guaraní            |
| 6  | C    | Sebastián Quintana   | 6 marzo 2003 (19 anni)      | Olimpia            |
| 7  | A    | Diego González       | 7 gennaio 2003 (20 anni)    | Celaya             |
| 8  | C    | Diego Gómez          | 27 marzo 2003 (19 anni)     | Libertad           |
| 9  | A    | Allan Wlk            | 1º marzo 2003 (19 anni)     | Olimpia            |
| 10 | C    | Matías Segovia       | 4 gennaio 2003 (20 anni)    | Guaraní            |
| 11 | A    | Leonardo Rolón       | 16 maggio 2003 (19 anni)    | Guaraní            |
| 12 | P    | Rodrigo Frutos       | 6 gennaio 2003 (20 anni)    | Olimpia            |
| 13 | D    | Abel Brítez          | 14 dicembre 2003 (19 anni)  | Cerro Porteño      |
| 14 | C    | Nelson Gauto         | 14 luglio 2003 (19 anni)    | Guaraní            |
| 15 | D    | Axel Alfonzo         | 7 maggio 2004 (18 anni)     | Olimpia            |
| 16 | C    | Ariel Gamarra        | 25 febbraio 2003 (19 anni)  | Argentinos Juniors |
| 17 | A    | Kevin Pereira        | 15 gennaio 2004 (19 anni)   | Talleres (C)       |
| 18 | C    | César Olmedo         | 28 febbraio 2003 (19 anni)  | Olimpia            |
| 19 | D    | Alexis Fretes        | 25 settembre 2005 (17 anni) | Libertad           |
| 20 | C    | Tobías Sanabria      | 1º gennaio 2004 (19 anni)   | Olimpia            |
| 21 | D    | Víctor Cabañas       | 13 febbraio 2003 (19 anni)  | Cerro Porteño      |
| 22 | P    | Javier Talavera      | 12 agosto 2003 (19 anni)    | Cerro Porteño      |
| 23 | D    | Luis Rolón           | 27 febbraio 2003 (19 anni)  | Olimpia            |

### Perù
Allenatore: Jaime Serna
La squadra finale è stata annunciata il 13 gennaio 2023.
| N. | Pos. | Giocatore                  | Data di nascita/Età         | Squadra           |
| -- | ---- | -------------------------- | --------------------------- | ----------------- |
| 1  | P    | Denzel Caña                | 22 febbraio 2003 (19 anni)  | Cienciano         |
| 2  | D    | Anderson Villacorta        | 25 luglio 2005 (17 anni)    | U. César Vallejo  |
| 3  | D    | Arón Sánchez               | 4 maggio 2003 (19 anni)     | Academia Cantolao |
| 4  | D    | Matías Lazo                | 16 gennaio 2004 (19 anni)   | Melgar            |
| 5  | C    | Gonzalo Aguirre            | 6 maggio 2003 (19 anni)     | Nueva Chicago     |
| 6  | C    | Catriel Cabellos           | 18 agosto 2004 (18 anni)    | Racing Club       |
| 7  | A    | Juan Pablo Goicochea       | 12 gennaio 2005 (18 anni)   | Alianza Lima      |
| 8  | C    | Jack Carhuallanqui         | 9 maggio 2004 (18 anni)     | Universitario     |
| 9  | A    | Sébastien Pineau           | 20 gennaio 2003 (19 anni)   | Alianza Lima      |
| 10 | C    | Valentino Ybrahin Sandoval | 6 agosto 2003 (19 anni)     | Univ. San Martín  |
| 11 | C    | Álvaro Rojas               | 12 marzo 2005 (17 anni)     | Universitario     |
| 12 | P    | Sebastián Amasifuén        | 6 giugno 2004 (18 anni)     | Alianza Lima      |
| 13 | D    | Álex Custodio              | 31 gennaio 2004 (18 anni)   | Zulia             |
| 14 | A    | Diego Otoya                | 13 settembre 2004 (18 anni) | Sporting Cristal  |
| 15 | D    | Nicolás Amasifuen          | 5 luglio 2005 (17 anni)     | Alianza Lima      |
| 16 | A    | Kenji Cabrera              | 27 gennaio 2003 (19 anni)   | Melgar            |
| 17 | A    | Diether Vásquez            | 6 luglio 2003 (19 anni)     | U. César Vallejo  |
| 18 | D    | Sebastián Aranda           | 7 ottobre 2003 (19 anni)    | Alianza Lima      |
| 19 | A    | Bruno Portugal             | 28 giugno 2003 (19 anni)    | Melgar            |
| 20 | C    | André Vásquez              | 30 gennaio 2003 (19 anni)   | Melgar            |
| 21 | P    | Josué Vargas               | 28 marzo 2003 (19 anni)     | U. César Vallejo  |
| 22 | D    | Kluiverth Aguilar          | 5 maggio 2003 (19 anni)     | Lommel            |
| 23 | D    | Gilmar Paredes             | 8 gennaio 2003 (20 anni)    | Sporting Cristal  |

## Gruppo B

### Ecuador
Allenatore: Jimmy Bran
La squadra finale è stata annunciata il 5 gennaio 2023.
| N. | Pos. | Giocatore           | Data di nascita/Età        | Squadra                 |
| -- | ---- | ------------------- | -------------------------- | ----------------------- |
| 1  | P    | Ethan Minda         | 4 luglio 2004 (18 anni)    | LDU Quito               |
| 2  | D    | Davis Bautista      | 16 febbraio 2005 (17 anni) | Aucas                   |
| 3  | D    | Luis Córdova        | 17 gennaio 2003 (20 anni)  | Deportivo Cuenca        |
| 4  | D    | Garis Mina          | 20 agosto 2003 (19 anni)   | Independiente del Valle |
| 5  | C    | Denil Castillo      | 24 marzo 2004 (18 anni)    | LDU Quito               |
| 6  | D    | Yeltzin Erique      | 27 marzo 2003 (19 anni)    | LDU Quito               |
| 7  | C    | Emerson Pata        | 11 luglio 2004 (18 anni)   | Independiente del Valle |
| 8  | C    | Patrik Mercado      | 31 luglio 2003 (19 anni)   | Independiente del Valle |
| 9  | A    | Justin Cuero        | 18 marzo 2004 (18 anni)    | Independiente del Valle |
| 10 | C    | Patrickson Delgado  | 17 ottobre 2003 (19 anni)  | Jong Ajax               |
| 11 | C    | Alan Minda          | 14 maggio 2003 (19 anni)   | Independiente del Valle |
| 12 | P    | Gilmar Napa         | 5 gennaio 2003 (20 anni)   | Emelec                  |
| 13 | D    | Daniel de la Cruz   | 6 marzo 2004 (18 anni)     | LDU Quito               |
| 14 | D    | Orlando Herrera     | 23 gennaio 2003 (19 anni)  | Independiente del Valle |
| 15 | C    | Juan Sánchez        | 7 febbraio 2003 (19 anni)  | Sporting Cristal        |
| 16 | A    | José Klinger        | 10 marzo 2005 (17 anni)    | Independiente del Valle |
| 17 | C    | Yaimar Medina       | 5 novembre 2004 (18 anni)  | Independiente del Valle |
| 18 | C    | Óscar Zambrano      | 20 aprile 2004 (18 anni)   | LDU Quito               |
| 19 | A    | Cristhoper Zambrano | 5 luglio 2004 (18 anni)    | Aucas                   |
| 20 | A    | Óscar Sosa          | 1º maggio 2003 (19 anni)   | LDU Quito               |
| 21 | C    | Sebastián González  | 6 giugno 2003 (19 anni)    | LDU Quito               |
| 22 | P    | Tony Jiménez        | 10 ottobre 2003 (19 anni)  | Guayaquil City          |
| 23 | D    | Byron Carabalí      | 22 aprile 2003 (19 anni)   | Aucas                   |

### Uruguay
Allenatore: Marcelo Broli
La squadra finale è stata annunciata il 3 gennaio 2023. Ignacio Rodríguez è stato rimpiazzato da Valentín Gauthier a causa di un infortunio il 14 gennaio 2023.
| N. | Pos. | Giocatore                  | Data di nascita/Età        | Squadra                |
| -- | ---- | -------------------------- | -------------------------- | ---------------------- |
| 1  | P    | Facundo Machado            | 19 gennaio 2004 (19 anni)  | Nacional               |
| 2  | D    | Sebastián Boselli          | 4 dicembre 2003 (19 anni)  | Defensor Sporting      |
| 3  | D    | Mateo Antoni               | 22 aprile 2003 (19 anni)   | Nacional               |
| 4  | D    | Mateo Ponte                | 24 maggio 2003 (19 anni)   | Danubio                |
| 5  | D    | Mathías De Ritis           | 31 gennaio 2003 (19 anni)  | Peñarol                |
| 6  | C    | Fabricio Díaz              | 3 febbraio 2003 (19 anni)  | Liverpool (M)          |
| 7  | C    | Renzo Sánchez              | 17 febbraio 2004 (18 anni) | Nacional               |
| 8  | C    | Rodrigo Chagas             | 20 agosto 2003 (19 anni)   | Nacional               |
| 9  | A    | Álvaro Rodríguez           | 14 luglio 2004 (18 anni)   | Real M. Castilla       |
| 10 | C    | Franco González            | 22 giugno 2004 (18 anni)   | Danubio                |
| 11 | C    | Juan Cruz de los Santos    | 22 febbraio 2003 (19 anni) | River Plate (M)        |
| 12 | P    | Randall Rodríguez          | 29 novembre 2003 (19 anni) | Peñarol                |
| 13 | A    | Emiliano Rodríguez Rosales | 16 luglio 2003 (19 anni)   | Boston River           |
| 14 | C    | Damián García              | 15 luglio 2003 (19 anni)   | Peñarol                |
| 15 | C    | Ignacio Sosa               | 31 agosto 2003 (19 anni)   | Fénix                  |
| 16 | D    | Facundo González           | 6 luglio 2003 (19 anni)    | Valencia               |
| 17 | C    | Matías Abaldo              | 2 aprile 2004 (18 anni)    | Defensor Sporting      |
| 18 | D    | Valentín Gauthier          | 8 agosto 2003 (19 anni)    | Juventud               |
| 19 | A    | Luciano Rodríguez          | 16 luglio 2003 (19 anni)   | Liverpool (M)          |
| 20 | A    | Nicolás Siri               | 17 aprile 2004 (18 anni)   | Montevideo City Torque |
| 21 | A    | Anderson Duarte            | 23 marzo 2004 (18 anni)    | Defensor Sporting      |
| 22 | D    | Rodrigo Cabrera            | 7 agosto 2004 (18 anni)    | Defensor Sporting      |
| 23 | P    | José Arbío                 | 21 gennaio 2003 (19 anni)  | River Plate (M)        |

### Venezuela
Allenatore:  Fabricio Coloccini
La squadra finale è stata annunciata il 17 gennaio 2023.
| N. | Pos. | Giocatore             | Data di nascita/Età        | Squadra                 |
| -- | ---- | --------------------- | -------------------------- | ----------------------- |
| 1  | P    | Samuel Rodríguez Vera | 5 maggio 2003 (19 anni)    | Atlético Madrid B       |
| 2  | D    | Rafael Uzcátegui      | 4 ottobre 2004 (18 anni)   | Mineros                 |
| 3  | D    | Renne Rivas           | 21 marzo 2003 (19 anni)    | Caracas                 |
| 4  | D    | Santiago Gómez        | 18 maggio 2003 (19 anni)   | Academia Puerto Cabello |
| 5  | C    | Telasco Segovia       | 2 aprile 2003 (19 anni)    | Sampdoria               |
| 6  | D    | Carlos Rojas          | 23 gennaio 2004 (18 anni)  | Dep. La Guaira          |
| 7  | A    | José Riasco           | 2 febbraio 2004 (18 anni)  | Philadelphia Union II   |
| 8  | C    | Emerson Ruíz          | 1º marzo 2003 (19 anni)    | Mineros                 |
| 9  | A    | Kevin Kelsy           | 27 luglio 2004 (18 anni)   | Boston River            |
| 10 | C    | Wikelman Carmona      | 24 febbraio 2003 (19 anni) | N.Y. Red Bulls          |
| 11 | A    | David Martínez        | 7 febbraio 2006 (16 anni)  | Monagas                 |
| 12 | P    | Frankarlos Benítez    | 3 maggio 2004 (18 anni)    | Caracas                 |
| 13 | D    | Alejandro Cova        | 19 maggio 2003 (19 anni)   | CF Motril               |
| 14 | C    | Maicol Ruiz           | 3 luglio 2003 (19 anni)    | Hermanos Colmenarez     |
| 15 | C    | Cesar Da Silva        | 13 febbraio 2004 (18 anni) | Universidad Central     |
| 16 | A    | Néstor Jiménez        | 8 aprile 2003 (19 anni)    | Caracas                 |
| 17 | C    | Bryant Ortega         | 28 febbraio 2003 (19 anni) | Caracas                 |
| 18 | A    | Brayan Alcócer        | 17 agosto 2003 (19 anni)   | Mineros                 |
| 19 | D    | Andry Vera            | 5 novembre 2003 (19 anni)  | Mineros                 |
| 20 | A    | Lewuis Peña           | 7 aprile 2004 (18 anni)    | Zulia                   |
| 21 | P    | Keiber Roa            | 22 aprile 2003 (19 anni)   | Universidad Central     |
| 22 | C    | Yerson Chacón         | 4 giugno 2003 (19 anni)    | Deportivo Táchira       |
| 23 | C    | Andrés Romero         | 7 marzo 2003 (19 anni)     | Monagas                 |

### Cile
Allenatore: Patricio Ormazábal
La squadra finale è stata annunciata il 7 gennaio 2023. Eduardo Villanueva è stato rimpiazzato da Pedro Garrido a causa di un infortunio il 15 gennaio 2023.
| N. | Pos. | Giocatore          | Data di nascita/Età        | Squadra              |
| -- | ---- | ------------------ | -------------------------- | -------------------- |
| 1  | P    | Vicente Reyes      | 19 novembre 2003 (19 anni) | Atlanta United 2     |
| 2  | D    | Maicol León        | 9 giugno 2003 (19 anni)    | Palestino            |
| 3  | D    | Yahir Salazar      | 19 gennaio 2005 (18 anni)  | Universidad de Chile |
| 4  | D    | Tomás Avilés       | 3 febbraio 2004 (18 anni)  | Racing Club          |
| 5  | D    | Sebastián Pino     | 28 gennaio 2003 (19 anni)  | Alavés               |
| 6  | C    | Cristóbal Castillo | 4 febbraio 2003 (19 anni)  | O'Higgins            |
| 7  | A    | Paolo Guajardo     | 27 maggio 2003 (19 anni)   | Santiago Wanderers   |
| 8  | C    | Jeison Fuentealba  | 10 gennaio 2003 (20 anni)  | Universidad de Chile |
| 9  | A    | Gabriel Norambuena | 7 maggio 2003 (19 anni)    | Unión Española       |
| 10 | C    | Lucas Assadi       | 8 gennaio 2004 (19 anni)   | Universidad de Chile |
| 11 | C    | Joan Cruz          | 4 aprile 2003 (19 anni)    | Colo-Colo            |
| 12 | P    | Thomas Gillier     | 28 maggio 2004 (18 anni)   | Universidad Católica |
| 13 | D    | Darko Fiamengo     | 13 febbraio 2003 (19 anni) | Colo-Colo            |
| 14 | D    | Marcelo Morales    | 6 giugno 2003 (19 anni)    | Universidad de Chile |
| 15 | A    | Diego Ossa         | 14 aprile 2004 (18 anni)   | Universidad Católica |
| 16 | D    | Matías Vásquez     | 12 gennaio 2003 (20 anni)  | Magallanes           |
| 17 | A    | Manuel Lolas       | 11 gennaio 2004 (19 anni)  | Rangers de Talca     |
| 18 | C    | Bryan González     | 23 febbraio 2003 (19 anni) | Universidad Católica |
| 19 | A    | Vicente Conelli    | 7 gennaio 2003 (20 anni)   | Unión Española       |
| 20 | C    | Renato Cordero     | 16 aprile 2003 (19 anni)   | Universidad de Chile |
| 21 | A    | Darío Osorio       | 24 gennaio 2004 (18 anni)  | Universidad de Chile |
| 22 | C    | Martín Maturana    | 18 gennaio 2004 (19 anni)  | O'Higgins            |
| 23 | P    | Pedro Garrido      | 29 ottobre 2003 (19 anni)  | Universidad de Chile |

### Bolivia
Allenatore: Pablo Daniel Escobar
La squadra finale è stata annunciata il 17 gennaio 2023.
| N. | Pos. | Giocatore             | Data di nascita/Età        | Squadra           |
| -- | ---- | --------------------- | -------------------------- | ----------------- |
| 1  | P    | Bruno Poveda          | 22 ottobre 2003 (19 anni)  | Wilstermann       |
| 2  | D    | Yomar Rocha           | 21 giugno 2003 (19 anni)   | Bolívar           |
| 3  | D    | Eduardo Álvarez       | 9 aprile 2003 (19 anni)    | Royal Pari        |
| 4  | D    | Denilson Durán        | 24 marzo 2003 (19 anni)    | Blooming          |
| 5  | C    | Ervin Vaca            | 18 marzo 2004 (18 anni)    | Colo-Colo         |
| 6  | D    | Efrain Morales        | 4 marzo 2004 (18 anni)     | Atlanta United 2  |
| 7  | A    | Miguel Villarroel     | 10 gennaio 2003 (20 anni)  | Bolívar           |
| 8  | C    | Carlos Sejas          | 10 gennaio 2004 (19 anni)  | Aurora            |
| 9  | A    | Daniel Ribera         | 18 febbraio 2005 (17 anni) | Talleres (C)      |
| 10 | C    | Lucas Chávez          | 17 aprile 2003 (19 anni)   | Bolívar           |
| 11 | C    | Pablo Luján           | 26 febbraio 2003 (19 anni) | Blooming          |
| 12 | P    | Joel Bernal           | 1º febbraio 2003 (19 anni) | Royal Pari        |
| 13 | D    | Jhon Jairo Velasco    | 8 marzo 2004 (18 anni)     | Bolívar           |
| 14 | D    | José Herrera          | 9 marzo 2003 (19 anni)     | Bolívar           |
| 15 | A    | Ramiro Eguez          | 16 marzo 2004 (18 anni)    | Blooming          |
| 16 | C    | Juan Pablo Magallanes | 2 gennaio 2003 (20 anni)   | Bolívar           |
| 17 | A    | José Flores           | 3 agosto 2003 (19 anni)    | The Strongest     |
| 18 | C    | Fabricio Quaglio      | 30 luglio 2003 (19 anni)   | The Strongest     |
| 19 | C    | Fernando Nava         | 8 giugno 2004 (18 anni)    | Athl. Paranaense  |
| 20 | A    | Diego Parrado         | 28 aprile 2003 (19 anni)   | RSC Internacional |
| 21 | D    | Luis Paz              | 9 giugno 2004 (18 anni)    | Bolívar           |
| 22 | D    | Carlitos Rodriguez    | 22 novembre 2004 (18 anni) | Wilstermann       |
| 23 | P    | Leonardo Guzmán       | 30 aprile 2004 (18 anni)   | The Strongest     |